# Abdoulaye Thiam
Pour les articles homonymes, voir Thiam.
Pour le militant, voir Calibri Calibro.
Abdoulaye Thiam, né le 5 juillet 1974, est un coureur cycliste sénégalais.

## Palmarès
- 1998
  -  Champion du Sénégal sur route
- 1999
  -  Champion du Sénégal sur route
- 2000
  -  Champion du Sénégal sur route
- 2001
  -  Champion du Sénégal sur route
  - 2e du Tour du Sénégal
- 2002
  -  Champion du Sénégal sur route
- 2006
  - Boucle du Riz
- 2014
  -  Champion du Sénégal sur route

## Classements mondiaux
| Année           | 2006 | 2007 | 2008 |
| --------------- | ---- | ---- | ---- |
| UCI Africa Tour | 74e  | 184e | 177e |